# Paul-Marie Guillaume

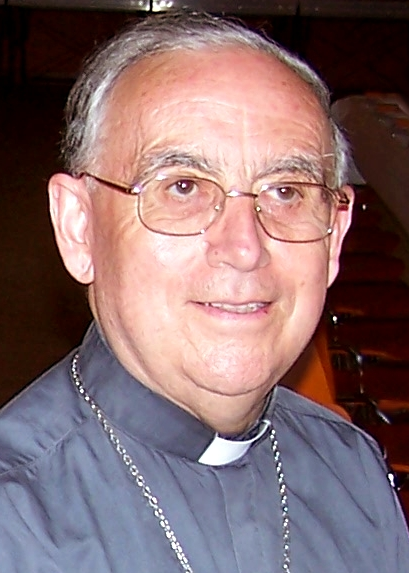
Paul-Marie Guillaume

Paul-Marie Joseph André Guillaume (* 31. Oktober 1929 in Dunkerque, Département Nord, Frankreich) ist emeritierter Bischof von Saint-Dié.

## Leben
Der emeritierte Bischof von Saint-Dié, Emile-Arsène Blanchet, weihte ihn am 9. April 1955 zum Priester.
Papst Johannes Paul II. ernannte ihn am 29. Oktober 1984 zum Bischof von Saint-Dié. Die Bischofsweihe spendete ihm der Bischof von Lille, Jean Vilnet, am 9. Dezember desselben Jahres; Mitkonsekratoren waren Géry Leuliet, Bischof von Amiens und Jean Albert Marie Auguste Bernard, Bischof von Nancy-Toul.
Am 14. Dezember 2005 nahm Papst Benedikt XVI. sein aus Altersgründen vorgebrachtes Rücktrittsgesuch an.